# Evangelický hřbitov v Divnicích
Evangelický hřbitov v Divnicích se nachází v obci Slavičín v místní části Divnice na návrší s vysílačem u silnice nad sousední obcí Bohuslavice nad Vláří, a to na pozemku parc. č. 2341. 
Původně luterský, posléze českobratrský hřbitov má rozlohu 207 m2. Jeho nynějším vlastníkem je obec Slavičín; předtím náležel Farnímu sboru ČCE ve Vizovicích. 
Hřbitov byl založen roku 1858. Vystavěn byl nákladem evangelíků z okolních obcí.